# So.cl
So.cl (vyslovováno podle anglického social) byla sociální síť od firmy Microsoft. Tato sociální síť ukončila svoji činnost 15. března 2017.

## Vzhled a funkce
So.cl byl vzhledově podobný sociální síti Google+ a zapůjčil si koncept z Facebooku, Twitteru a Pinterestu. Proti těmto sociálním sítím měl jen zanedbatelné množství uživatelů a nesnažil se zbylé sociální sítě nahradit ale spíše doplnit.
Uživatelé měli možnost nahrávat obrázky a vytvářet z nich koláže související s konkrétními tématy. Ty šlo sdílet s přáteli a „followery“. Další funkcí bylo posílání vizuálních komentářů pod takovéto příspěvky posíláním tzv. „riffů“. Riffem mohla být informace ve formě textu, obrázku či koláže z obrázků. Další funkcí bylo také tzv. „video parties“, možnost sledování videa společně s ostatními uživateli.
Uživatelé sledovali ostatní uživatele v kategoriích podle společných zájmů. Mohli také sdílet oblíbené internetové stránky a projekty díky speciální aplikaci So.cl's Bookmarklet, která přidávala do webového prohlížeče tlačítko „Share on So.cl“ (Sdílej na So.cl).

### Registrace
Pro registraci a přihlášení byl vyžadován účet u Microsoftu nebo So.cl účet propojený s účtem na Facebooku. Registrace byla povolená od 18 let.

## Historie
So.cl byl spuštěn v prosinci 2011 a byl nejdříve dostupný studentům vysokých škol
: University of Washington, Syracuse University a New York University. Dne 20. května 2012 byla stránka spuštěna pro všechny uživatele (částečně ještě v experimentální fázi vývoje).
URL adresa byla tzv. domain hack využívající doménu .cl což je doména prvního řádu přidělená Chile.

## Spuštění beta verze
Beta verze se zcela novým designem byla spuštěna 4. prosince 2012, oznámila to společnost Microsoft Research's FuSE Lab na své webové stránce..